# Xian de Shuangbai
Le xian de Shuangbai (双柏县 ; pinyin : Shuāngbǎi Xiàn) est un district administratif de la province du Yunnan en Chine. Il est placé sous la juridiction de la préfecture autonome yi de Chuxiong.

## Démographie
La population du district était de 152 496 habitants en 1999.